# Paul Scheerbart
Paul Carl Wilhelm Scheerbart (8. ledna 1863 Gdaňsk – 15. října 1915 Berlín) byl německý spisovatel a kreslíř. Tvořil též pod pseudonymem Kuno Küfer.

## Život
Byl synem tesaře. Studoval filozofii a dějiny umění. Byl zapřisáhlým pacifistou a označoval se za „antierotika“.
1885 začal psát pro nejrůznější časopisy kritiky. Poté odešel do Berlína, kde roku 1892 založil Nakladatelství německých fantastů (Verlag deutscher Phantasten). Roku 1900 se oženil s vdovou Annou Sommerovou. Jejich manželství vydrželo až do Scheerbartovy smrti. V Berlíně patřil Scheerbart spíše k outsiderům a se svými kolegy se příliš nestýkal. Výjimku tvoří Erich Mühsam, s nímž plánoval založit Das Vaterland (Otčina).
Scheerbart publikoval v řadě významných časopisů své doby, nechybí mezi nimi Freie Bühne, Pan, Die Jugend, Ver Sacrum, Der Sturm a Die Gegenwart. Je autorem řady publikací většinou menšího rozsahu. Jeho dílo, zčásti fantaskního či groteskního charakteru, nelze zařadit k žádnému z dobových uměleckých směrů, třebaže jeho tvorba ovlivnila expresionisty i dadaisty.

## Dílo (výběr)

### Jednotlivá vydání
- Das Paradies. Die Heimat der Kunst (1889)
- Tarub, Bagdads berühmte Köchin. Arabischer Kulturroman (1897)
- Rakkóx, der Billionär. Ein Protzenroman (1901)
- Immer mutig! (1902)
- Die große Revolution. Ein Mondroman (1902)
- Kometentanz. Astrale Pantomime in zwei Aufzügen (1903)
- Der Kaiser von Utopia. Ein Volksroman (1904)
- Machtspäße. Arabische Novellen (1904)
- Münchhausen und Clarissa (1906)
- Jenseits-Galerie (1907)
- Die Entwicklung des Luftmilitarismus und die Auflösung der europäischen Land-Heere, Festungen und Seeflotten (1909) - pacifistický leták
- Kater-Poesie (1909)
- Lesabéndio. Ein Asteroiden-Roman. Mit 14 Zeichnungen von Alfred Kubin (1913)
- Glasarchitektur (1914)

Posmrtně
- Der alte Orient. Kulturnovelletten aus Assyrien, Palmyra u. Babylon. Sestavila Mechthild Rausch (1999)

### Sebrané spisy
- Gesammelte Arbeiten für das Theater. Sestavila Mechthild Rausch. 2 svazky, München, 1977
- Gesammelte Werke in 10 Bänden. Sestavili Joachim Körber, Uli Kohnle a Thomas Bürk. Frankfurt, 1986–96

### V českém překladu
Knižně
- Dva romány, s povolením spisovatele přeložil Karel Kamínek; se studií z Frant. Servaese, Praha: Otto, 1908 (Knihovna Zlaté Prahy ; 45), výbor obsahuje romány Rakkóx, bilionář (Rakkox, der Billionär, 1900) a Divoký hon (Die wilde Jagd, 1900).
- Mořský had. Mořský román (Die Seeschlange. Ein See-Roman), z němčiny přeložil Bohuslav Reynek, Stará Říše na Moravě: Marta Florianová ; Praha: St. Jílovská, 1920 (Dobré dílo; 69)
- Galantní loupežník, neboli Příjemný mrav. Zahradní scherzo (Der galante Räuber oder Die angenehme Manier. Ein Garten-Scherzo), přeložil Ludvík Vrána, v Litomyšli: Josef Portman, 1927
- Hořící harém (Der brennende Harem), přeložil Jaroslav Picka, v Praze: Jaroslav Picka, 1935 (Čtení pro bibliofily; 30)

Časopisecky
- [název příspěvku se zatím nepodařilo dohledat] in Světová literatura, roč. 37 (1992), č. 6 , s. ?
- Smějící se anděl (Der lachende Engel), přel. Ludvík Kundera, in Host, roč. 16 (2000), č. 10 (2000), s. 36